# Flucytosine
Flucytosine, hay còn được gọi là 5-fluorocytosine (5-FC), là một loại thuốc kháng nấm. Thuốc này được biệt sử dụng, kết hợp với amphotericin B, điều trị cho bệnh nhiễm nấm Candida nghiêm trọng và nhiễm nấm cryptococcus. Chúng có thể được sử dụng một mình hoặc kết hợp với các thuốc chống nấm khác để điều trị cho bệnh chromomycosis. Flucytosine được đưa vào cơ thể qua đường miệng hoặc tiêm vào tĩnh mạch.
Tác dụng phụ thường gặp có thể kể đến như ức chế tủy xương, chán ăn, tiêu chảy, ói mửa và rối loạn tâm thần. Sốc phản vệ và các phản ứng dị ứng khác đôi khi xảy ra. Vẫn chưa rõ liệu sử dụng trong thai kỳ có an toàn cho em bé hay không. Flucytosine thuộc họ thuốc giống pyrimidine được fluorinat hóa. Chúng hoạt động bằng cách biến đổi thành fluorouracil bên trong nấm và sau đó ngăn chặn khả năng tổng hợp protein của bọn này.
Flucytosine lần đầu tiên được sản xuất vào năm 1957. Nó nằm trong danh sách các thuốc thiết yếu của Tổ chức Y tế Thế giới, tức là nhóm các loại thuốc hiệu quả và an toàn nhất cần thiết trong một hệ thống y tế.  Tính đến năm 2016, tại Hoa Kỳ, thuốc có giá khoảng 2.000 USD mỗi ngày trong khi ở Vương quốc Anh nó là khoảng 22 USD mỗi ngày. Thuốc này không có sẵn ở nhiều nước đang phát triển.